# 安奈とも
安奈 とも（あんな とも、1983年5月6日 - ）は、日本のAV女優。
東京都出身。
身長160cm、体重45kg、スリーサイズは85／58／86、血液型はA型。

## 略歴
集英社の雑誌モデルとして活動した。その後、お色気路線に転向し、Vシネマ、着エロなどでグラビアアイドルとして活動した。
2006年4月に『THE FIRST KISS』でSODクリエイト専属女優としてAVデビューを果たす。

## 作品

### 着エロ
- GOKUERO（2005年12月22日 レイフル）

### アダルトビデオ
- THE FIRST KISS（2006年4月6日 SODクリエイト）
- キモチイイコトいっぱいおしえて（ハート）（2006年5月4日 SODクリエイト）
- 全編フルデジタルモザイク HAMEHAME NonStop Continuation Sex（2006年6月8日 SODクリエイト）
- 痴漢地獄（2006年7月20日 SODクリエイト）
- 萌えあがる募集若妻　52　ともさん（2006年10月23日 プレステージ）

### 成人映画
- 痴漢終電車　結婚しない女の絶頂快速（2007年1月26日 レジェンド・ピクチャーズ）…共演:美神ルナ、畠山寛
- 人妻同窓会 好きだった人に出逢ったら（2007年4月27日 レジェンド・ピクチャーズ）…他出演:丸純子、川又シュウキ、冨永望、中村英児

### オリジナルビデオ
- 恋愛適齢期 恋におちた熟女（2005年 レジェンド・ピクチャーズ）…共演:三東ルシア、北川明花
- 妹・綾香（2007年9月21日 TMC）…共演:宝月ひかる

### テレビドラマ
- 月曜ゴールデン・どケチ弁護士・山田播磨の温泉事件記（2006年11月13日、TBS）
- Xenos（2007年、テレビ東京）
- 土曜ワイド劇場・法医学教室の事件ファイル24（2007年2月24日、テレビ朝日）